# Гергер (река)
Гергер (арм. Հերհեր) — река, протекающая в Армении, в Вайоцдзорской области, является правым притоком Арпы. Река образуется на высоте 2020 метров над уровнем моря от слияния двух горных речушек, которые берут начало из родников на южном склоне Ехегнадзорского отрога. На высоте 1314 метров Гергер впадает в Арпу. Протяжённость реки составляет 15 км, средний уклон — 44 м/км.
На реке построено Гергерское водохранилище.

## Притоки
Правый приток Гергера — Гендара, берёт начало из родника, на высоте 2700 м, северо-восточнее вершины Текасар (2893 м), течёт на восток, имеет протяжённость 12 км и средний уклон 56 м/км. Левый приток Гергера — Джевердара, начинается из родника, на высоте 2960 м, на южном склоне вершины Гетикаванк (3054 м), течёт на юг, имеет протяжённость 11 км и средний уклон 85 м/км.